# Yenişehir repülőtér
A Yenişehir repülőtér (IATA: YEI, ICAO: LTBR) Törökország egyik belföldi repülőtere, amely Bursa közelében található. Éves utasforgalma 112 211 fő (2022).

## Futópályák
A repülőtér futópályái:
- 07R/25L (2993 m, 30 m, beton)
- 07L/25R (2993 m, 45 m, beton)

## Forgalom
Az utasforgalom az elmúlt években az alábbi módon változott:
| Utasok száma | 51 724 | 73 496 | 97 534 | 79 756 | 74 108 | 74 108 | 251 147 | 269 783 | 60 315 | 112 211 |
|              | 2007   | 2009   | 2010   | 2012   | 2014   | 2015   | 2017    | 2019    | 2020   | 2022    |